# Christian Febiger
Col. Christian Febiger (19. října 1749 Faaborg, Dánsko – 20. září 1796 Filadelfie, Pensylvánie, USA) byl dánsko-americký voják, bojovník v Americké válce za nezávislost a důvěrník George Washingtona. Byl také členem Cincinnatské společnosti a státním pokladníkem Pensylvánie od 13. listopadu 1789 až do své smrti. Jeho vnukem byl admirál John Carson Febiger, který se proslavil v bojích Americké občanské války.